# Haemaphysalis moreli
Haemaphysalis moreli este o specie de căpușe din genul Haemaphysalis, familia Ixodidae, descrisă de Camicas, Hoogstraal și El Kammah în anul 1972. Conform Catalogue of Life specia Haemaphysalis moreli nu are subspecii cunoscute.